# Mapania assimilis
Mapania assimilis är en halvgräsart som beskrevs av Tetsuo Michael Koyama. Mapania assimilis ingår i släktet Mapania och familjen halvgräs.

## Underarter
Arten delas in i följande underarter:
- M. a. assimilis
- M. a. guianensis